# Фольгенсбур
Фольгенсбу́р (фр. Folgensbourg [fɔlgənsbuʁ]) — коммуна на северо-востоке Франции в регионе Гранд-Эст (бывший Эльзас — Шампань — Арденны — Лотарингия), департамент Верхний Рейн, округ Мюлуз, кантон Сен-Луи. До марта 2015 года коммуна административно входила в состав упразднённого кантона Юненг (округ Мюлуз).
Площадь коммуны — 6,72 км², население — 727 человек (2006) с тенденцией к росту: 899 человек (2012), плотность населения — 133,8 чел/км².

## Население
Численность населения коммуны в 2011 году составляла 864 человека, а в 2012 году — 899 человек.
| 1962 | 1968 | 1975 | 1982 | 1990 | 1999 | 2006 | 2011 | 2012 |
| ---- | ---- | ---- | ---- | ---- | ---- | ---- | ---- | ---- |
| 524  | 532  | 600  | 590  | 581  | 633  | 727  | 864  | 899  |

Динамика населения:

## Экономика
В 2010 году из 520 человек трудоспособного возраста (от 15 до 64 лет) 418 были экономически активными, 102 — неактивными (показатель активности 80,4 %, в 1999 году — 72,2 %). Из 418 активных трудоспособных жителей работали 393 человека (215 мужчин и 178 женщин), 25 числились безработными (12 мужчин и 13 женщин). Среди 102 трудоспособных неактивных граждан 25 были учениками либо студентами, 28 — пенсионерами, а ещё 49 — были неактивны в силу других причин.
На протяжении 2011 года в коммуне числилось 346 облагаемых налогом домохозяйств, в которых проживало 857,5 человек. При этом медиана доходов составила 33371 евро на одного налогоплательщика.

## Достопримечательности (фотогалерея)
- Церковь Сент-Галл
- Здание школы